# Karrebæksminde Bugt
Karrebæksminde Bugt är en vik i Danmark. Den ligger i Region Själland, i den sydöstra delen av landet. Viken är en del av Smålandsfarvandet.